# Barón al rojo vivo
Barón al rojo vivo es el primer álbum en directo de la banda española de heavy metal Barón Rojo. Se publicó el 26 de marzo de 1984 como doble disco y fue producido por Chris Tsangarides para Chapa Discos. Fue grabado en el Pabellón de la Ciudad Deportiva del Real Madrid, los días 10 y 11 de febrero de 1984, en dos conciertos consecutivos en los que también se grabó el material que posteriormente sería editado bajo el título Siempre estáis allí. Esta fue una de las primeras producciones de su tipo para una banda de Rock en España. inicialmente se barajo la posibilidad de que se grabara en el Budokan de Japón, pero por disposiciones de la compañía de discos no se logró llevar a cabo.
Se incluyeron cinco nuevas composiciones. La instrumental "Buenos Aires", además de cuatro canciones cada una compuesta por un miembro del grupo: "Mensajeros de la destrucción" (Carlos de Castro), "Atacó el hombre blanco" (Armando de Castro), "Campo de Concentración" (José Luis Campuzano) y "El mundo puede ser diferente" (único tema del grupo del que Hermes Calabria es autor principal). 
Al final del solo de guitarra de Armando de Castro, se incluye un guiño al clásico "Whole Lotta Love" de Led Zeppelin con el nombre de "Muchísimo amor". Además se incluye una versión de la composición Czardas de Vittorio Monti, que fue adoptado como clásico de la música gitana húngara y que otros grupos de rock, como Mägo de Oz, también han interpretado.
Los conciertos se grabaron íntegramente en vídeo, pero supuestamente se destruyeron y solamente se conservaron algunos fragmentos, como el del propio tema "Barón Rojo", que se puede encontrar, entre otros sitios, en el DVD El rock de nuestra transición.

## Lista de canciones
| Lado A |                                |                                       |          |  |
| N.º    | Título                         | Escritor(es)                          | Duración |  |
| 1.     | «Barón Rojo»                   | José Luis Campuzano / Carolina Cortés | 6:01     |  |
| 2.     | «Incomunicación»               | Armando de Castro / Carlos de Castro  | 5:17     |  |
| 3.     | «Campo De Concentración»       | José Luis Campuzano / Carolina Cortés | 5:11     |  |
| 4.     | «El Mundo Puede Ser Diferente» | Hermes Calabria                       | 4:20     |  |

| Lado B |                                |                                                           |          |  |
| N.º    | Título                         | Escritor(es)                                              | Duración |  |
| 5.     | «Las Flores Del Mal»           | Carlos de Castro                                          | 4:52     |  |
| 6.     | «Concierto Para Ellos»         | José Luis Campuzano / Carolina Cortés / Armando de Castro | 5:02     |  |
| 7.     | «Mensajeros De La Destrucción» | Carlos de Castro                                          | 5:25     |  |
| 8.     | «Atacó El Hombre Blanco»       | Armando de Castro                                         | 4:42     |  |

| Lado C |                                |                                                                          |          |  |
| N.º    | Título                         | Escritor(es)                                                             | Duración |  |
| 9.     | «Tierra De Vándalos»           | Armando de Castro / Carlos de Castro                                     | 3:44     |  |
| 10.    | «Solo De Guitarra»             | Armando de Castro                                                        | 5:00     |  |
| 11.    | «Muchísimo Amor»               | Jimmy Page / Robert Plant / John Paul Jones / John Bonham / Willie Dixon | 0:20     |  |
| 12.    | «Czardas»                      | Vittorio Monti                                                           | 1:51     |  |
| 13.    | «Los Rockeros Van Al Infierno» | José Luis Campuzano / Carolina Cortés                                    | 9:20     |  |

| Lado D |                    |                                                                              |          |  |
| N.º    | Título             | Escritor(es)                                                                 | Duración |  |
| 14.    | «Buenos Aires»     | José Luis Campuzano / Armando de Castro                                      | 2:52     |  |
| 15.    | «Solo De Batería»  | Hermes Calabria                                                              | 5:30     |  |
| 16.    | «Resistiré»        | José Luis Campuzano / Carolina Cortés / Armando de Castro / Carlos de Castro | 5:20     |  |
| 17.    | «Con Botas Sucias» | Armando de Castro                                                            | 7:40     |  |

## Personal
- Armando de Castro: Guitarra solista y rítmica, coros, voz principal en "Atacó el hombre blanco".
- Carlos de Castro: Guitarra solista y rítmica, coros, voz principal en "Incomunicación", "El mundo puede ser diferente", "Las flores del mal", "Atacó el hombre blanco" y "Tierra de vándalos".
- José Luis Campuzano: Bajo, coros, voz principal en "Barón Rojo", "Campo de concentración", "Concierto para ellos", "Los rockeros van al infierno", "Resistiré" y "Con botas sucias".
- Hermes Calabria: Batería.